# Xã Badus, Quận Lake, South Dakota
Xã Badus (tiếng Anh: Badus Township) là một xã thuộc quận Lake, tiểu bang Nam Dakota, Hoa Kỳ. Năm 2010, dân số của xã này là 109 người.